# Tony DeNicola
Anthony Emedio DeNicola  (* 2. September 1927 in Pennington, New Jersey; † 2. September 2006 in Philadelphia) war ein US-amerikanischer Jazz-Schlagzeuger und Musikpädagoge.

## Leben
Tony DiNicola lernte zunächst Piano, dann Schlagzeug und Musiktheorie; er spielte anfangs in Feuerwehrkapellen und Tanzbands. Nach seinem Militärdienst 1946/47 bei der Air Force, wo er in Armeebands spielte, verhalf ihm der Pianist Donn Trenner zu einem Job als Profimusiker in der Chick Foster Band, mit der er 1948 im Mittleren Westen spielte. Nachdem er die Band verlassen hatte, zog er 1949 nach San Francisco und arbeitete dann in Trenton (New Jersey). 1950/51 gehörte er dem Freddy Martin Orchester an, danach spielte er mit Unterbrechungen bis 1958 bei Charlie Ventura, von 1958 bis 1962 bei Harry James, Anfang der 1960er Jahre auch mit Billy Butterfield und Charlie Shavers. Danach war er vorwiegend als Musikpädagoge in öffentlichen Schulen von Trenton tätig; 1972 erwarb er den Bachelor, 1974 den Master. Neben seiner Lehrertätigkeit arbeitete er in Trenton und später in Philadelphia mit eigenen Dixieland Jazzbands und wurde regelmäßiges Mitglied der Bands von Kenny Davern, einem Ex-Kollegen aus der Harry James-Band. Um 2000 arbeitete er mit Ruby Braff, Greg Cohen und dem Klarinettisten Bobby Gordon, zuletzt wirkte er noch 2005 an dem Davern-Album Dialogues mit Ken Peplowski mit, bevor er an seinem 79sten Geburtstag verstarb.

## Diskographische Hinweise
- Ruby Braff: I Hear Music (Arbors Records, 2000)
- Greg Cohen: Way Low (DIW Records, 1998)
- Kenny Davern: Breezin´ Along (Arbors, 1996)
- Bobby Gordon: Yarnings (Arbors, 2003)
- Harry James: Jazz Masters (Verve, 1959–1964)